# Börse Frankfurt

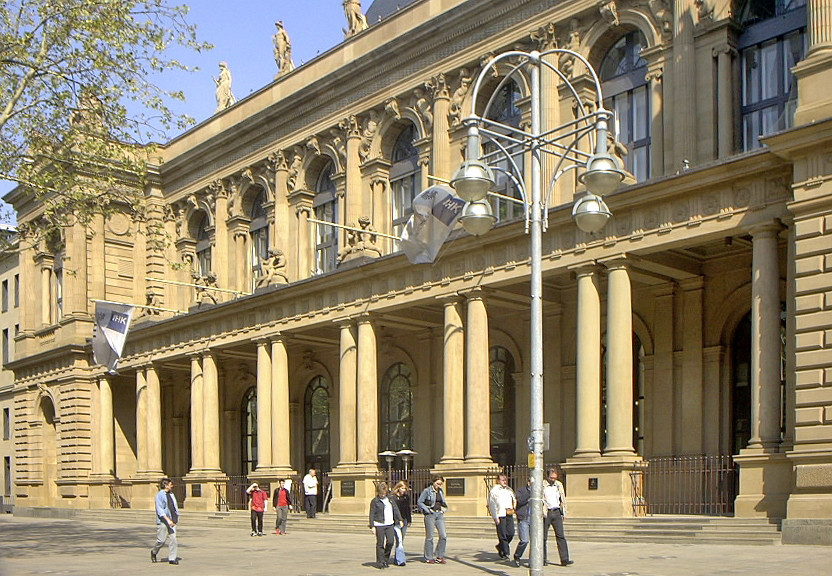
Widok byłej siedziby giełdy papierów wartościowych we Frankfurcie

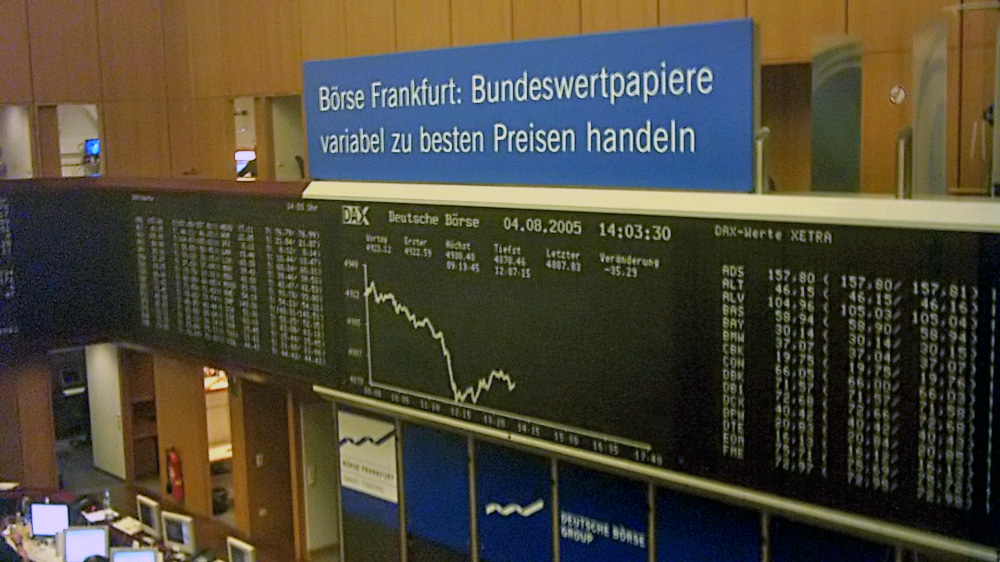
Tablica kursów indeksu DAX

Börse Frankfurt – giełda papierów wartościowych znajdująca się we Frankfurcie nad Menem w Niemczech.
Frankfurcka giełda jest jedną z największych w Europie. Jej zarządcą jest spółka Deutsche Börse, do której należą także europejska giełda instrumentów pochodnych Eurex oraz izba rozliczeniowa Clearstream.